# Hans Halter
Hans Halter (* 8. April 1938 in Muskau) ist ein deutscher Medizinjournalist und Autor.

## Leben
Hans Halter studierte Medizin und ist approbierter Facharzt für Haut- und Geschlechtskrankheiten. In seiner Zeit als Medizinstudent in Berlin war er nach dem Mauerbau 1961 monatelang als Fluchthelfer tätig, wie erst 2011 durch einen Artikel in der Süddeutschen Zeitung bekannt wurde. Nachdem er eine Zeitlang als Arzt gearbeitet hatte, ging er 1972 in den Journalismus. Er war mehr als 30 Jahre als Reporter für den Spiegel tätig und arbeitete hauptsächlich zu medizinischen Themen. So berichtete er 1982 als erster deutschsprachiger Journalist über die Immunschwächekrankheit AIDS.
Nach 1983 entwickelte sich eine langjährige, teils kontroverse Diskussion über AIDS. Halter vertrat die Ansicht, dass es sich bei AIDS um eine tödlich gefährliche Infektionskrankheit handele, deren „Motor“ die „Promiskuität“ sei. 1986 berichtete Halter als weltweit Erster über die Entschlüsselung des AIDS-Erregers. Er publizierte auch in der wissenschaftlichen Zeitschrift Aids-Forschung zur Situation der infizierten Bluterkranken und gab mehreren schwulen Szene-Zeitschriften ausführliche Interviews, so der Berliner Siegessäule.
Für seine OP-Reportage Das Spenderherz darf nicht sterben im Spiegel wurde er 1983 mit dem Egon-Erwin-Kisch-Preis ausgezeichnet. Halter ist Autor und Herausgeber von rund zwanzig Büchern (Auswahl unter Werke). Er lebt heute in Berlin und ist freiberuflich als Autor tätig.

## Auszeichnung und Kontroverse
Drei Jahrzehnte nach der AIDS-Kontroverse der 1980er-Jahre, im Jahr 2013, zeichnete das Schwule Netzwerk NRW e. V. die Redaktion des Nachrichtenmagazins Der Spiegel, der „seit vielen Jahrzehnten“ den Diskurs „mit einer – der jeweiligen Zeit entsprechenden – menschenbejahenden Berichterstattung zu Homosexualität“ mitgeprägt habe, mit der Kompassnadel aus. Mit der Verleihung der Kompassnadel würdigt der Verein seit 2001 Persönlichkeiten oder Institutionen, die sich „besonders um die Förderung der gesellschaftlichen Akzeptanz von Schwulen und Lesben verdient gemacht haben“.
Die Auszeichnung des Spiegels durch das Schwule Netzwerk NRW stieß bei der Deutschen Aidshilfe e. V. auf Kritik. Im Januar 2013 veröffentlichte der Verein auf seiner Website eine Erklärung, in der er sich von der Preisverleihung distanziert und die „unsägliche Berichterstattung des ‚SPIEGEL‘ zu Zeiten des Höhepunktes der Aids-Krise“ kritisiert. Der Spiegel habe „übelste Ressentiments gegen schwule Männer befördert“, namentlich Hans Halter habe „in regelmäßigen Abständen das Bild vom promisken Schwulen“ gezeichnet, „der ohne Rücksicht auf die eigene Gesundheit seiner Triebbefriedigung nachkommt“.
Das Schwule Netzwerk NRW reagierte im März 2013 mit einer Erklärung, dass die geäußerte Kritik an der Auszeichnung des Spiegels „nicht unerwartet“ komme. Deshalb habe bereits die Pressemitteilung zur Preisverleihung einen Hinweis auf den „Lernprozess“ des Spiegels selbst enthalten, an dessen Beginn ein „durchaus nicht immer angemessener“ Umgang mit schwulen Männern gestanden habe. Der Ressortleiter Markus Verbeet nahm, stellvertretend für die Redaktionen von Spiegel und Spiegel online, am 6. Juli 2013 die Kompassnadel entgegen.

## Werke
Als Spiegel-Reporter (die relevanten AIDS-Artikel der 1980er-Jahre):
- Schreck von drüben. In: Der Spiegel. Nr. 22, 1982, S. 187–189 (online – 31. Mai 1982, Die erste Veröffentlichung über AIDS in Deutschland, bevor die Krankheit als AIDS identifiziert wurde – die Bezeichnung AIDS kommt in dem Beitrag noch nicht vor).
- Die Traurigkeit nimmt zu. Reaktionen der Berliner Homosexuellen-Szene auf Aids. In: Der Spiegel. Nr. 23, 1983, S. 156 f. (online – 6. Juni 1983, Die erste Spiegel-Titelgeschichte Tödliche Seuche AIDS. Die rätselhafte Krankheit).
- „Ich bin en Tunt, bin kernjesund“. SPIEGEL-Reporter Hans Halter über die Angst der Homosexuellen vor der Seuche Aids. In: Der Spiegel. Nr. 29, 1984, S. 130–134 (online – 16. Juli 1984).
- Aids: „Die Bombe ist gelegt“. In: Der Spiegel. Nr. 45, 1984, S. 100–114 (online – 5. November 1984).
- mit Wolfgang Sternsdorff: SPIEGEL Gespräch „Fünf Jahre in Quarantäne?“ Professor Manfred Steinbach über seuchenpolizeiliche Maßnahmen gegen die Ausbreitung von Aids. In: Der Spiegel. Nr. 52, 1984, S. 28–32 (online – 24. Dezember 1984).
- Hausmitteilung – Betr.: Titel. In: Der Spiegel. Nr. 52, 1985, S. 3 (online – 12. August 1985, Die Hausmitteilung gilt der zweiten von Hans Halter betreuten Spiegel-Titelgeschichte AIDS und Liebe. Welches Risiko? und setzt sich mit geäußerten Vorwürfen auseinander („Panikmache, Förderung von Vorurteilen, Beihilfe zu neuer Verfolgung einer immer wieder verfolgten Minderheit – all das wurde dem SPIEGEL vorgeworfen, als er 1983 und 1984 in mehreren Beiträgen das Thema Aids behandelte“) und weist sie zurück).
- „Wir müssen den steinigen Weg gehen“. SPIEGEL-Reporter Hans Halter über die Aids-Virusforschung in Deutschland. In: Der Spiegel. Nr. 18, 1986, S. 213–237 (online – 28. April 1986, Der Artikel ist Teil der dritten Spiegel-Titelgeschichte AIDS. Das enträtselte Virus – Wettlauf um den Impfstoff und berichtet erstmals über einen Impfstoff gegen Aids).

Als Buchautor (Auswahl):
- Ich habe meine Sache hier getan – Leben und letzte Worte berühmter Frauen und Männer. Bloomsbury, Berlin 2007, ISBN 3-8270-0697-X.
- Krieg der Gaukler – das Versagen der deutschen Geheimdienste. Steidl-Verlag, Göttingen 1993, ISBN 3-88243-246-2.
- Ihr Recht als Patient – Grundsatzurteile, Fallbeispiele, Rechtswege, Selbsthilfegruppen. Econ, Düsseldorf 1987, ISBN 3-612-21200-1.
- Das große ADAC-Gesundheitsbuch. ADAC-Verlag, München 1982, ISBN 3-87003-202-2. (Auch erschienen als Das große Gesundheitsbuch. Orbis-Verlag, München 1991.)

Als Herausgeber:
- Todesseuche AIDS. Rowohlt, Reinbek bei Hamburg 1985, ISBN 3-499-33067-9.
- Vorsicht, Arzt! – die Krise der modernen Medizin, zusammen mit Klaus Franke, Gisela Oehlert, und Jürgen-Peter Stössel. Rowohlt, Reinbek bei Hamburg 1981, ISBN 3-499-33010-5.